# Manaki Brothers Film Festival
Das Manaki Brothers Film Festival (eigentlich International Cinematographers’ Film Festival “Manaki Brothers”) ist ein seit 1979 alljährlich in Bitola, Nordmazedonien, stattfindendes Filmfestival. Es ist die wichtigste Veranstaltung dieser Art im Land und ist nach den aromunischen Manaki-Brüdern, Yanaki (1878–1954) und Milton Manaki (1882–1964), benannt. Das Festivalkomitee verleiht dem besten Film des Jahres die Golden Camera 300 als Auszeichnung.

## Geschichte
Inspiriert von den Gebrüdern Manaki, den Pionieren der Fotografie und Filmografie auf der Balkanhalbinsel und im Osmanischen Reich, wurde das Filmfestival 1979 vom Mazedonischen Filmverband ins Leben gerufen und war vorerst auf Jugoslawien beschränkt. Erst nach der Unabhängigkeit Nordmazedonien im Jahre 1991 wurde das Festivalkonzept erweitert, und es wurden auch internationale Filme vorgeführt. Seit 1993 werden die Golden, die Silver und die Bronze Camera 300 als Preise vergeben.
Beim 36. Manaki Brothers Film Festival vom 18. bis 27. September 2015 wurden 17.500 Besucher gezählt.

## Golden Camera 300
Folgende Kameraleute erhielten die Golden Camera 300 für die jeweiligen Filme:
| Jahr | Kamerafrau/Kameramann/Kameraleute   | Film(e)                                                            |
| ---- | ----------------------------------- | ------------------------------------------------------------------ |
| 1993 | Vilko Filač                         | Arizona Dream                                                      |
| 1994 | Gerard Simon                        | Louis, the Child King                                              |
| 1995 | Stefan Kullänger                    | Sommaren                                                           |
| 1996 | Masao Nakabori                      | Maborosi                                                           |
| 1997 | Sergei Astachow                     | Der Bruder                                                         |
| 1998 | Walter Carvalho                     | Central Station                                                    |
| 1999 | Jacek Petrycki                      | Reise zur Sonne                                                    |
| 2000 | Andreas Höfer                       | Die Stille nach dem Schuss                                         |
| 2001 | Ryszard Lenczewski                  | The Last Resort                                                    |
| 2002 | Walter Carvalho                     | To the Left of the Father                                          |
| 2003 | Christopher Doyle und Barry Ackroyd | Hero bzw. Sweet Sixteen                                            |
| 2004 | Rainer Klausmann                    | Gegen die Wand                                                     |
| 2005 | Shu Yang Kong                       | That                                                               |
| 2006 | Stéphane Fontaine                   | Der wilde Schlag meines Herzens                                    |
| 2007 | Dragan Marković und Jaromír Šofr    | The Living and the Dead bzw. Ich habe den englischen König bedient |
| 2008 | Rodrigo Prieto                      | Gefahr und Begierde                                                |
| 2009 | Natasha Braier                      | Eine Perle Ewigkeit                                                |
| 2010 | Martin Gschlacht                    | Women Without Men                                                  |
| 2011 | Fred Kelemen                        | Das Turiner Pferd                                                  |
| 2012 | Jolanta Dylewska                    | In Darkness                                                        |
| 2013 | Kiko de la Rica                     | Blancanieves                                                       |
| 2014 | Walentyn Wassjanowytsch             | The Tribe                                                          |
| 2015 | Mátyás Erdély                       | Saul fia                                                           |
| 2016 | Jani-Petteri Passi                  | Der glücklichste Tag im Leben des Olli Mäki                        |
| 2017 | Marcell Rév                         | Jupiter’s Moon                                                     |
| 2018 | Hong Kyung-pyo                      | Burning                                                            |

## Premieren
Folgende Filme hatten am Manaki Brothers Film Festival Premiere:
| Jahr | Film                                 |
| ---- | ------------------------------------ |
| 2004 | Der Tag, als Stalins Hose verschwand |
| 2005 | Contact                              |
| 2006 | The Secret Book                      |
| 2010 | Mothers                              |
| 2012 | The Third Half                       |
| 2012 | Balkan Is Not Dead                   |
| 2013 | The Piano Room                       |
| 2014 | To the Hilt                          |
| 2014 | Children of the Sun                  |
| 2015 | Lazar                                |